# Antoine Benedittini
Antoine Benedittini (1909-1999) est un médecin et résistant français.

## Biographie
Antoine Joseph Benedittini naît le 5 juillet 1909 à Givet. Il fait ses classes au lycée Blaise-Pascal, puis ses études à la faculté de médecine de Montpellier, où il soutient une thèse en 1936.
Il s’installe comme médecin généraliste à Nîmes. De sensibilité
démocrate-chrétienne mais non engagé avant la guerre, il refuse la défaite et s’engage dans la résistance en juillet 1941. Il rejoint le Front national en 1942 par le truchement de Léo Rousson, puis en 1943 le Gallia, qui collecte des renseignements militaires en zone Sud. Il participe à diverses missions de camouflage de résistants et de sauvetage d’aviateurs américains. Il échappe de peu à l’arrestation.
Le 15 août 1944, lors d’une réunion des divers mouvements de résistance gardois à
Nîmes, il est choisi comme premier président du comité départemental de libération. Il bénéficie de l’appui du Parti communiste français, et rassure le Mouvement de libération nationale par ses orientations modérées. Le 2 septembre 1944, il préside la séance inaugurale du comité, faisant preuve
d’« impartialité », « sang-froid » et « méthode » selon Pierre Mazier. Il s’élève par la suite contre les « excès » de
l’épuration.
Le 5 octobre 1944, il s’engage cependant dans la Marine nationale, et donne sa démission du CDL au 1er janvier 1945. Il devient médecin-major d’un commando parachutiste.
Une fois démobilisé, il retrouve son cabinet à Nîmes, puis devient médecin-chef de la Sécurité sociale. En 1998, il préface encore le tome III de la série de Pierre Mazier et Aimé Vielzeuf qui paraît chez Christian Lacour.
Il meurt le 19 janvier 1999 à Cabrières.